# آلبال
آلبال (به اسپانیایی: Albal) یک شهرستان در اسپانیا است که در Horta Sud واقع شده‌است.

## خصوصیات
آلبال ۷٫۴ کیلومترمربع مساحت و ۱۵٬۰۸۴ نفر جمعیت دارد و ۱۵ متر بالاتر از سطح دریا واقع شده‌است.